# Macchia della Bura
Macchia della Bura este o arie protejată (arie specială de conservare — SAC, sit de importanță comunitară — SCI) din Italia întinsă pe o suprafață de 68 ha, integral pe uscat.

## Localizare
Centrul sitului Macchia della Bura este situat la coordonatele 39°36′00″N 16°47′57″E / 39.6°N 16.799167°E.

## Înființare
Situl Macchia della Bura a fost declarat sit de importanță comunitară în septembrie 1995 pentru a proteja 9 specii de animale. Situl a fost protejat și ca arie specială de conservare în iunie 2017.

## Biodiversitate
Situată în ecoregiunea mediteraneană, aria protejată conține 6 habitate naturale: Dune de pe litoral fixate cu Crucianellion maritimae, Dune cu vegetație ierboasă Malcolmietalia, Dune mobile cu vegetație embrionară, Dune cu vegetație ierboasă Brachypodietalia cu specii anuale, Vegetație anuală la limita mareei, Dune mobile de-a lungul țărmului cu Ammophila arenaria („dune albe”).
La baza desemnării sitului se află mai multe specii protejate de  păsări (9): fâsă-de-câmp (Anthus campestris), ciocârlie-cu-degete-scurte (Calandrella brachydactyla), Cisticola juncidis, lăstun de casă (Delichon urbicum), ciocârlan (Galerida cristata), rândunică (Hirundo rustica), Larus argentatus, prigoare (Merops apiaster), guguștiuc (Streptopelia decaocto)
Pe lângă speciile protejate, pe teritoriul sitului au mai fost identificate 2 specii de plante.